# VW T1
Der VW T1, genauer VW Typ 2 T1, auch Bulli genannt, ist ein Kleintransporter der Volkswagenwerk GmbH (ab 1960: AG). Der T1 war das erste Modell der VW-Bus-Reihe, deren Modelle offiziell VW Transporter und intern Typ 2 genannt werden. Nach dem VW Käfer, intern Typ 1, ist der VW-Bus die zweite Baureihe des VW-Werkes für die zivile Nutzung und wird bis heute als VW T7 produziert. Der Transporter wurde ab 1949 entwickelt und 1950 zur Marktreife gebracht. Der Wagen, der während seiner Bauzeit Marktführer war, gilt als ein Symbol des deutschen Wirtschaftswunders. Auf seiner Basis entstand eines der ersten Reisemobile.
Im Werk Wolfsburg und im Volkswagenwerk Hannover (ab 1956) liefen insgesamt 1,8 Millionen T1 in verschiedenen Ausführungen vom Band. Mit Beginn der Produktion des Nachfolgemodells VW T2 im Werk Hannover endete 1967 die Fertigung des T1 in Deutschland. In Brasilien wurde er weiter bis 1976 gebaut.
Ein im Unterschied zu den späteren Weiterentwicklungen des VW-Busses in seinem Retrodesign an die T1/T2-Modelle erinnernder VW Microbus wurde 2001 von Volkswagen als Konzeptfahrzeug präsentiert, erreichte aber nicht die Serienreife.

## Modellgeschichte

### Allgemeines

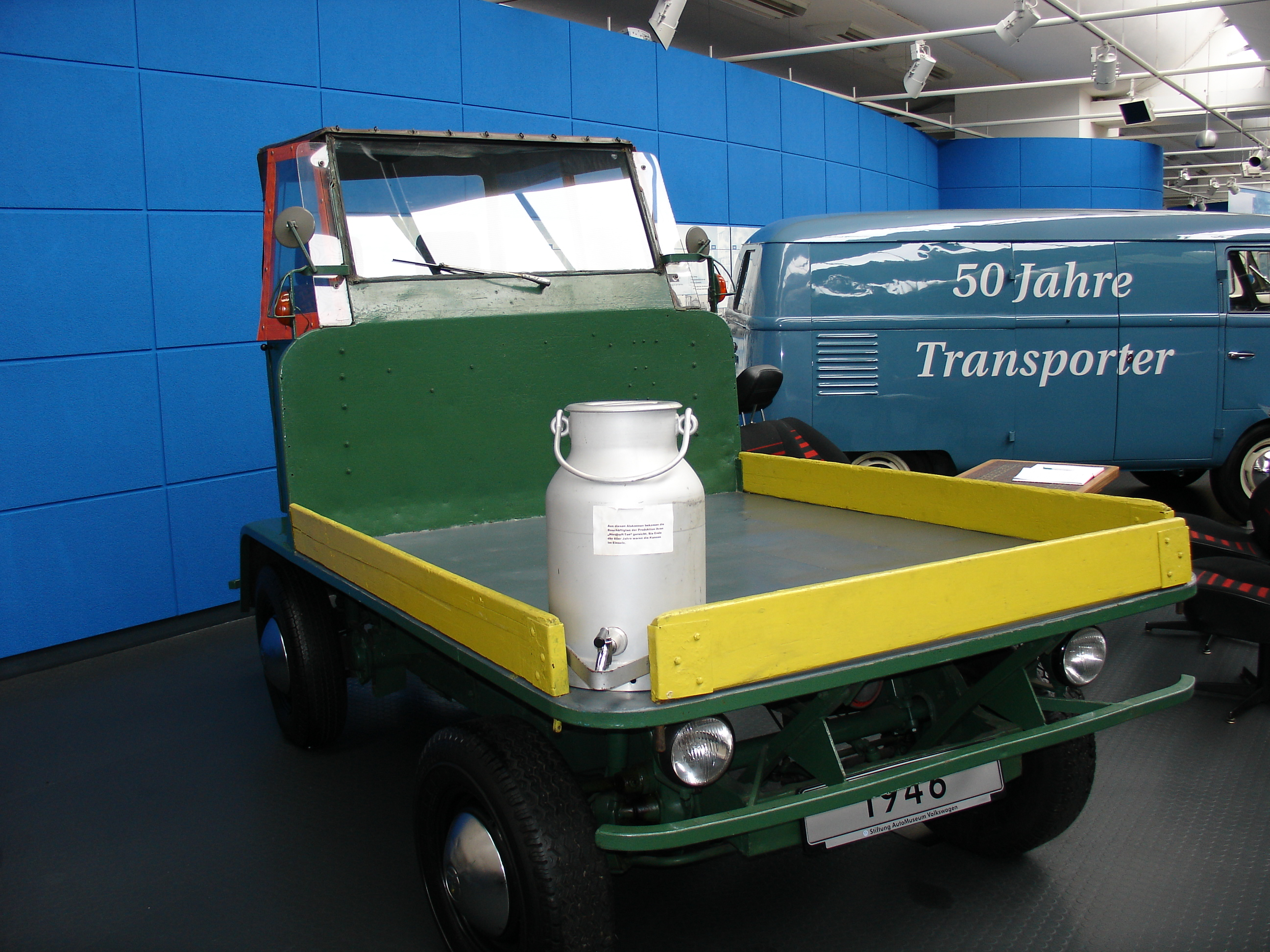
Der Plattenwagen für werksinterne Transporte, im Hintergrund einer der Prototypen des T1

Nach dem Zweiten Weltkrieg war das Volkswagenwerk Wolfsburg unter der Kontrolle der britischen Besatzungsmacht. Major Ivan Hirst war für die „Wolfsburg Motor Works“ verantwortlich. Um die Produktion aufrechtzuerhalten, lieh er von der britischen Armee Transporter und Gabelstapler aus.

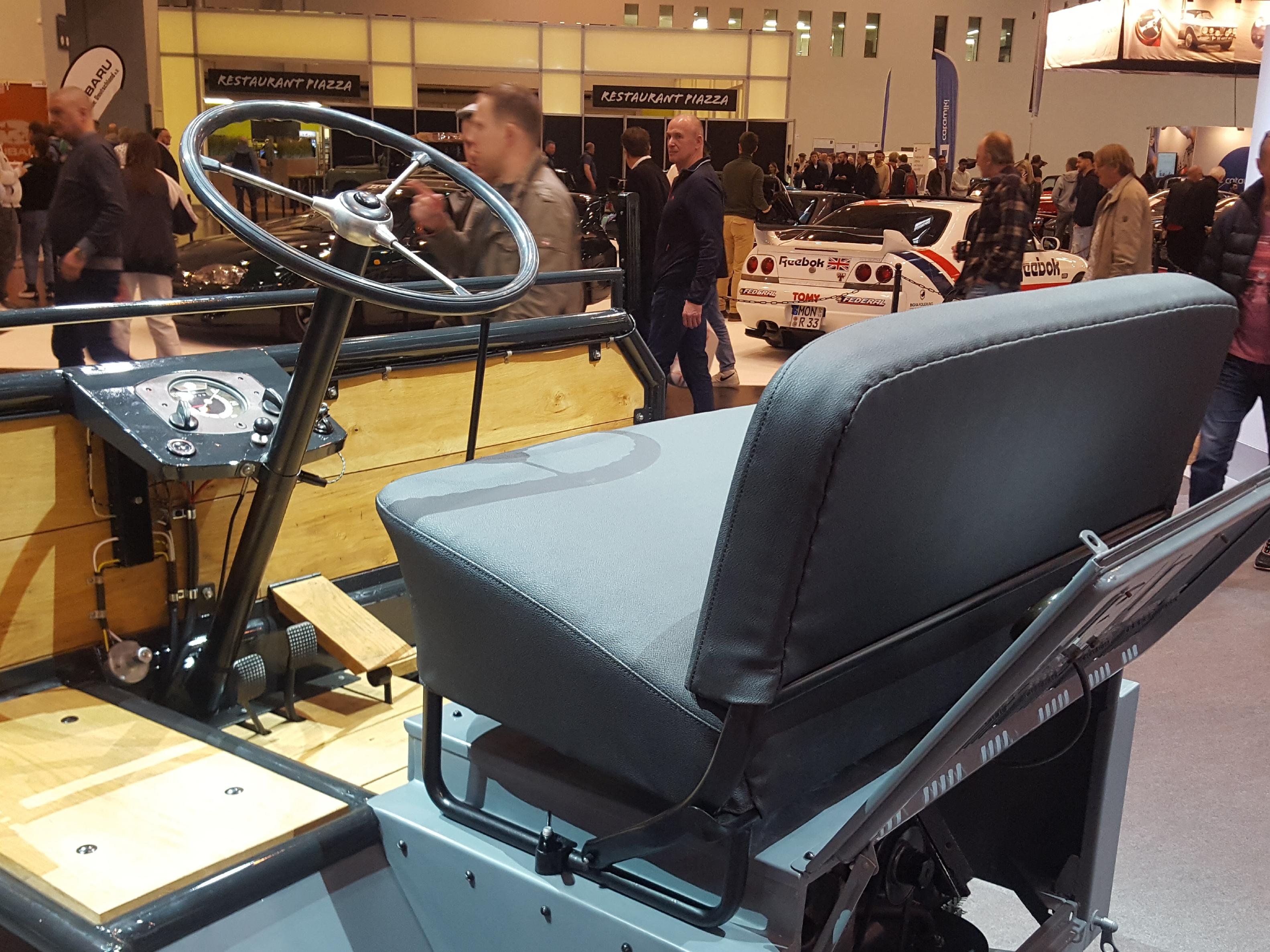
Fahrerposition eines Plattenwagens

 Wenn die Armee diese an anderen Orten benötigte, standen sie dem Werk nicht mehr zur Verfügung. Um die Transportengpässe aufzulösen, wurde ein Plattenwagen mit Teilen des VW Typ 82 „Kübelwagen“ entwickelt, bei dem der Fahrer am Heck über dem Motor saß.

### Konzept
Während eines Besuchs in Wolfsburg Anfang 1947 sah der spätere niederländische Generalimporteur Ben Pon die Pritschenwagen und schlug einen kommerziellen Ableger für den niederländischen Markt vor, der auf dem Chassis des VW Käfer basieren sollte. Die Planung scheiterte jedoch an den niederländischen Behörden, die keine Betriebsgenehmigung für ein Fahrzeug erteilen wollten, dessen Fahrer hinter der Ladung sitzt. Pon traf am 23. April 1947 in Minden auf Colonel Charles Radclyffe von der „Trade and Industry Division“ der britischen Militärverwaltung. Bei dem Treffen fertigte Pon eine Skizze eines geschlossenen Transporters für eine Zuladung von 750 kg an, bei dem der Fahrer vorn sitzen und der Motor im Heck unter dem Boden des Laderaums eingebaut sein sollte. Die Skizze befindet sich zurzeit im Rijksmuseum.

### Entwicklung
Nach dem Treffen teilte Radclyffe Hirst mit, dass es wegen der fehlenden Produktionskapazitäten nicht zu einem Transporter auf Käfer-Basis kommen werde. Hirst, der einen Markt für kleine Transporter in Deutschland sah, stellte Pon eine Weiterentwicklung des Konzepts in Aussicht, wenn sich die Lage in Wolfsburg verbessere. Heinrich Nordhoff wurde Anfang Januar 1948 neuer Generaldirektor des Volkswagenwerkes. Er beauftragte den neuen Entwicklungsleiter Alfred Haesner im Herbst 1948 mit der Entwicklung eines Prototyps nach Pons Konzept. Haesner schuf zwei Entwürfe, einen mit flacher und einen mit gewölbter Front. Nordhoff entschied sich für die gewölbte Form. In ersten Windkanaltests erreichte das Maßstabsmodell des Transporters einen cw-Wert von 0,75. Ein neuer, stromlinienförmigerer Entwurf erreichte einen cw-Wert von 0,45, also etwas weniger als der Käfer (0,48). Der Benzinverbrauch bei 70 km/h konnte dadurch um 2 Liter/100 km gesenkt werden.
Der erste Prototyp war am 11. März 1949 betriebsbereit. Bei ausschließlich nachts durchgeführten Tests stellte sich nach einem Monat heraus, dass das Chassis des Käfers nicht für die höhere Belastung des Transporters geeignet war. Trotz des Misserfolgs und der anfänglichen Ratlosigkeit der Ingenieure bestand Nordhoff auf dem Produktionsbeginn Ende 1949. Die Entwickler konstruierten für den zweiten Prototyp eine neue Bodengruppe mit zwei Längsträgern statt des Zentralrohrs. Die Kurbellenkerachse vorn ist an den Stoßdämpferaufnahmen mit den nach oben gekröpften Längsträgern verschraubt. Auch der Motor des Käfers zeigte sich nicht den Anforderungen gewachsen. Die mit der Weiterentwicklung beauftragte Porsche KG veränderte für eine bessere Beschleunigung die Getriebeübersetzung, begrenzte dadurch aber die Höchstgeschwindigkeit auf 80 km/h. Der neue Prototyp bewährte sich in den Tests. Die Hinterachse mit den radseitigen Vorgelegen entspricht der des VW Typ 82 „Kübelwagen“.
Außer dem Kastenwagen mit einem Laderaum von 4,59 Kubikmeter, von dem es insgesamt sechs Prototypen gab, wurde auch ein Bus mit Fenstern zum Personentransport entwickelt. Zwischen dem Fahrer und den hinteren Passagieren war eine Trennwand bis zur Unterkante der Fenster vorgesehen. Bei der Umstellung auf die maschinelle Serienproduktion stellten sich besonders die Dächer als problematisch dar.
Der neue Transporter wurde am 12. November 1949 mit einer Woche Verspätung nach einer 51-wöchigen Entwicklungszeit den Journalisten vorgestellt.

### Serienproduktion

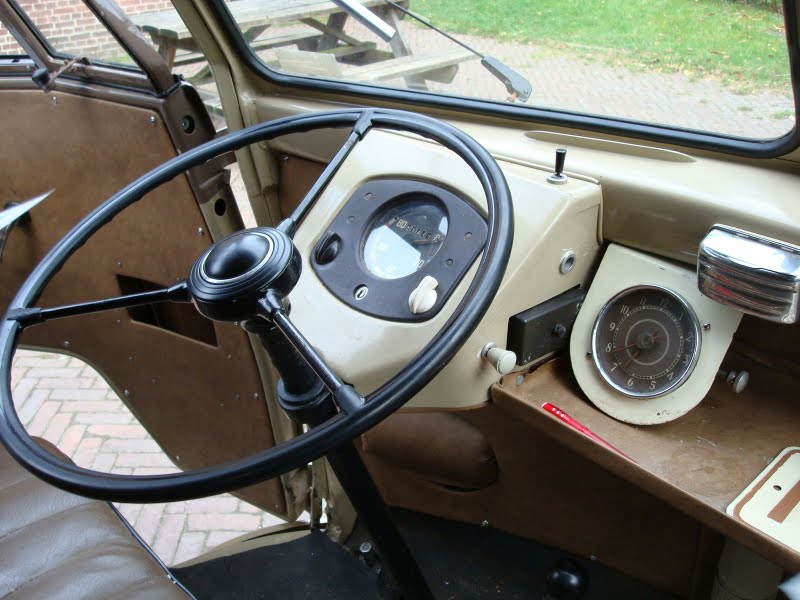
Lenkrad und Armaturenbrett von 1952

Am 8. März 1950 begann die Serienproduktion des Transporters im Wolfsburger VW-Werk. Der Preis des „Typ 2“ lag mit 5850 DM um 150 DM über dem Preis eines voll ausgestatteten Käfers. Dies entspricht inflationsbereinigt etwa 19.600 Euro. Der etwa zur gleichen Zeit angebotene geräumigere Tempo Matador mit Frontantrieb kostete 7100 DM. Der Serien-T1 hatte eine Front mit einer geteilten Frontscheibe aus ebenem Glas. In der Mitte einer V-förmigen Sicke prangte das Markenzeichen von VW. Die Abmessungen des ersten Serienmodells waren 4150 mm Länge, 1660 mm Breite und 1900 mm Höhe, bei einem Radstand von 2400 mm. Das Leergewicht betrug 975 kg und die Zuladung, wie von Ben Pon skizziert, 750 kg.

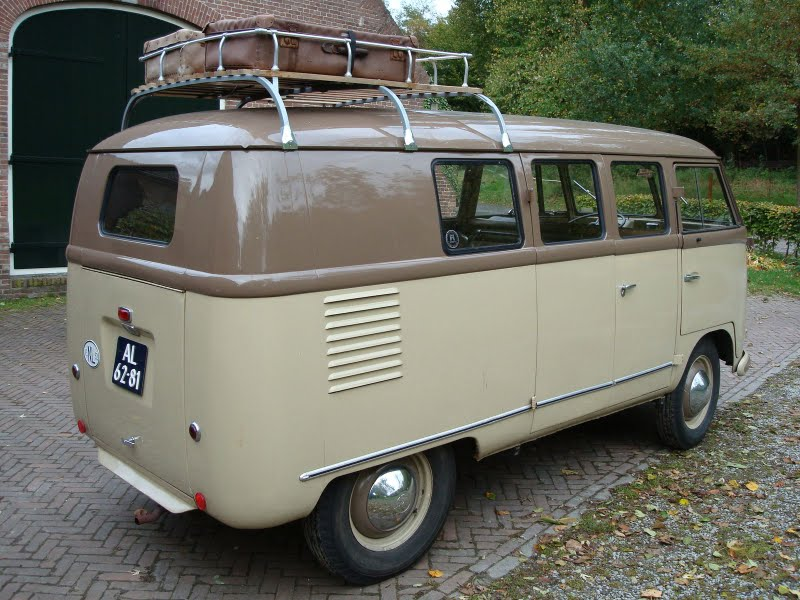
Kombi von 1952 in der ursprünglichen Form mit den kleinen Rückleuchten, ohne hintere Stoßstange und Heckklappe

Ebenso wie die Frontscheiben waren die Seitenscheiben aus Flachglas. Die Türen des Fahrerhauses hatten je ein kleines Ausstellfenster. Anders als beim Käfer wurde die Karosserie mit dem Rahmen verschweißt. Im Fahrerhaus war das Armaturenbrett aus Blech mit integriertem Tachometer mit der Karosserie verschraubt. Das Lenkrad stand flach und war größer als beim Käfer. Die ersten T1 hatten wie die Prototypen keine hintere Stoßstange und kein Heckfenster. Der Kraftstofftank war nur über die Motorraumklappe zugänglich. Ab 1952 wurde ein trapezförmiges Heckfenster eingebaut. In den ersten Jahren war der T1 nur in Taubenblau oder grundiert lieferbar. Später waren zwei Grautöne, Taubenblau, Braun und Beige sowie zweifarbige Lackierungen im Angebot.
Angetrieben wurde der T1 von dem im Heck eingebauten Käfer-Boxermotor mit 1131 cm³ Hubraum und 25 PS (18 kW). Wegen des Heckmotors hatte er keine durchgehende Ladefläche. Das Fahrwerk bestand wie schon im VW Typ 82 aus einer vorderen Doppel-Kurbellenkerachse mit zwei übereinanderliegenden Drehstabfedern (Federpaketen) und einer Rosslenkung. Die Hinterachse war eine Pendelachse mit Vorgelege (Portalachse). In den bei den Rädern liegenden Vorgelegen kehrten zwei Zahnräder die Drehrichtung um und bewirkten eine Untersetzung. Das Getriebe aus dem Käfer wurde mit einer geänderten Übersetzung des zweiten Gangs übernommen. Wegen der Vorgelege war das Differential spiegelbildlich eingebaut, die Achsantriebswellen in den Pendelachsrohren drehten sich somit gegenüber denen des Käfers umgekehrt. Der VW T1 besaß hydraulische Trommelbremsen.

### Spitzname Bulli
Die zeitgenössische Bezeichnung des VW T1 war „Kombi“, unter dieser ist das Fahrzeug u. a. in Brasilien bis heute bekannt. In jüngerer Zeit wird der Oldtimer (und teilweise die Nachfolgemodelle) als „Bulli“ beworben. Die erstmalige Verwendung für dieses Fahrzeug ist nicht eindeutig überliefert. Eine Version besagt, dass die Verbindung der ersten beiden Buchstaben von „Bus“ und „Lieferwagen“ zu dem Namen führte. Eine andere Version schreibt den Namen dem Adjektiv „bullig“ zu, das VW-Mitarbeiter schon während der Entwicklung des T1 zur Beschreibung genutzt haben sollen.
Bis 2007 hat VW den Namen nicht verwendet, da die Namensrechte bei der Kässbohrer Geländefahrzeug AG lagen. Anlässlich des 60-jährigen Jubiläums der Baureihe verkaufte Kässbohrer den Namen an VW. Im englischen Sprachraum hat sich wegen der geteilten Frontscheibe der Spitzname „Splittie“ für die erste VW-Bus-Generation durchgesetzt. Dort ist „Bully“ (englisch für „Tyrann“) negativ behaftet; „Bullying“ bedeutet Mobbing. Im Deutschen bezeichnet der Begriff „Bully“ seit jeher den Einwurf im Eishockey.

### Weitere Entwicklung

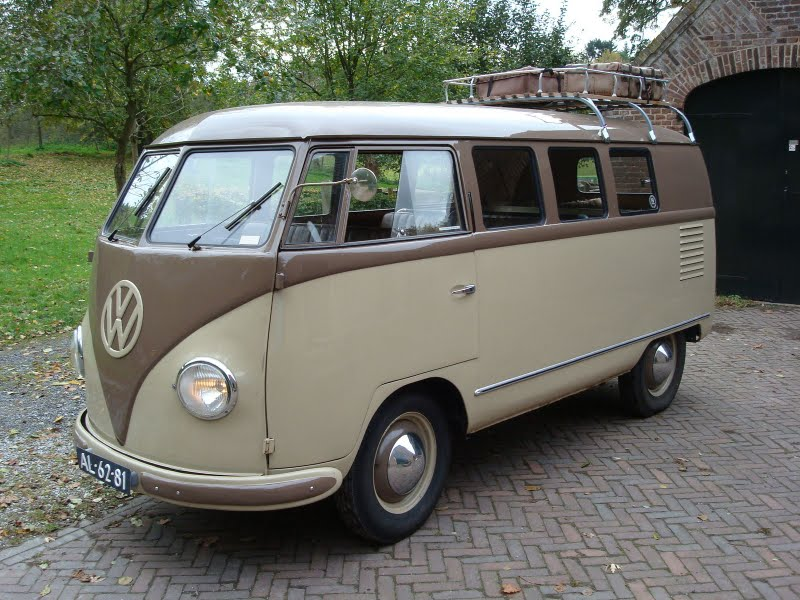
Kombi von 1952 mit Winkern und noch ohne Lufteinlass über den Windschutzscheiben

Ab Mitte 1953 baute das Werk ein Getriebe mit synchronisiertem 2. bis 4. Gang ein. Im Jahr darauf bekam der T1 einen stärkeren Motor mit 1192 cm³ Hubraum und 30 PS (22 kW) Leistung. Zusätzlich erhielten alle Transporter einen hinteren Stoßfänger. Ab März 1955 kam über den Windschutzscheiben eine Frischluftzufuhr für den Innenraum hinzu. Das Ersatzrad wurde vom Motorraum hinter den Fahrersitz verlegt und an der Vorderachse erhielt der Wagen Duplexbremsen.
1956 verlegte VW die T1-Produktion in das neue Volkswagenwerk Hannover.
Im Modelljahr 1959 wurden die Stoßfänger geändert. Nachdem 1960 die Blinker gesetzlich eingeführt worden waren, entfielen die bis dahin in der B-Säule eingebauten Winker. Fortan wurden kegelförmige Blinker oberhalb der Frontscheinwerfer eingebaut, die Volkswagen später durch ovale Blinker ersetzte. Gleichzeitig bekam der Transporter wie der VW Käfer das asymmetrische Abblendlicht, damals noch mit 6 Volt Spannung. Die Rückleuchten durchliefen ebenfalls mehrere Veränderungen, angefangen mit kleinen runden Leuchten mit einem einzelnen separaten Bremslicht bis hin zu einer größeren ovalen Form mit integrierten Blinkern und Bremslichtern.
Die Leistung des 1200-cm³-Motors erhöhte sich 1960 auf 34 PS (25 kW), und das Getriebe war vollsynchronisiert. Zwei Jahre später wurde die Heizung wegen einer behördlichen Auflage geändert: Es wurde nicht mehr die von den Zylindern direkt erwärmte und evtl. mit Öl- und Benzindämpfen verunreinigte Kühlluft des Motors in den Fahrgastraum geleitet. Bei der neuen „Frischluftheizung“ wurde dem Motorkühlgebläse entnommene Luft durch verrippte Wärmetauscher („Heizbirnen“) an den Auspuffrohren erhitzt und zur Wagenheizung genutzt. Im selben Jahr 1963 gab es, zunächst nur für den Pritschenwagen, den stärkeren 42-PS-(31-kW)-Motor mit 1500 cm³ Hubraum. Der 34-PS-(25-kW)-Motor entfiel ab 1964 im Transporter und der ausschließlich angebotene 42-PS-(31-kW)-Motor wurde 1965 mit einem anderen Vergaser auf 44 PS (32 kW) Leistung gesteigert. Im letzten Modelljahr 1967 bekamen die Wagen ein Bordnetz mit 12 Volt Spannung.
Auch die Karosserie erfuhr im Laufe der Zeit Veränderungen. Die meisten Neuerungen gab es 1963: Die Heckklappe wurde verbreitert und bekam ein größeres Fenster. Statt der doppelflügligen Laderaumtür konnte eine Schiebetür bestellt werden, und mit verstärktem Chassis war der VW Transporter mit einer Nutzlast von einer Tonne erhältlich.

### Produktionszahlen
Der 100.000ste T1 wurde am 9. Oktober 1954 im VW-Werk Wolfsburg hergestellt. Nach der Verlagerung der T1-Fertigung in das neue Werk Hannover lief dort am 2. Oktober 1962 das millionste Exemplar vom Band. Bis zur Ablösung des T1 im Juli 1967 wurden insgesamt 1,8 Millionen Einheiten produziert.
Mit der Produktionsaufnahme 1950 begann der Export des Transporters innerhalb Europas, nach Südamerika und in die Vereinigten Staaten. Von 1950 zwei eingeführten Exemplaren steigerte sich der Import in den USA auf 3198 Transporter 1955. Die Exportquote lag 1950 bei fast 20 Prozent. Von insgesamt 8041 Fahrzeugen gingen 1579 ins Ausland.

## Modelle

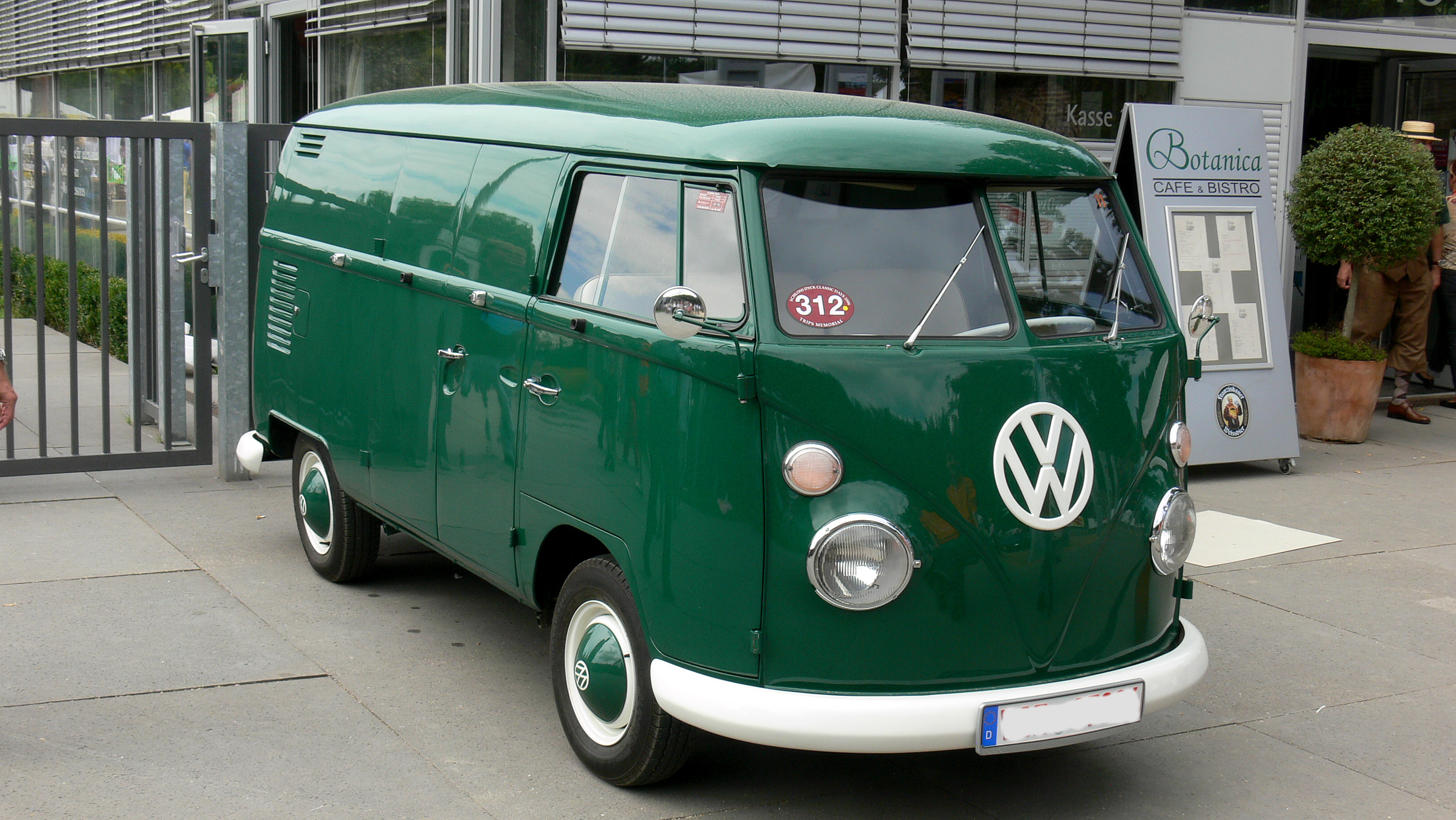
VW T1 Kastenwagen

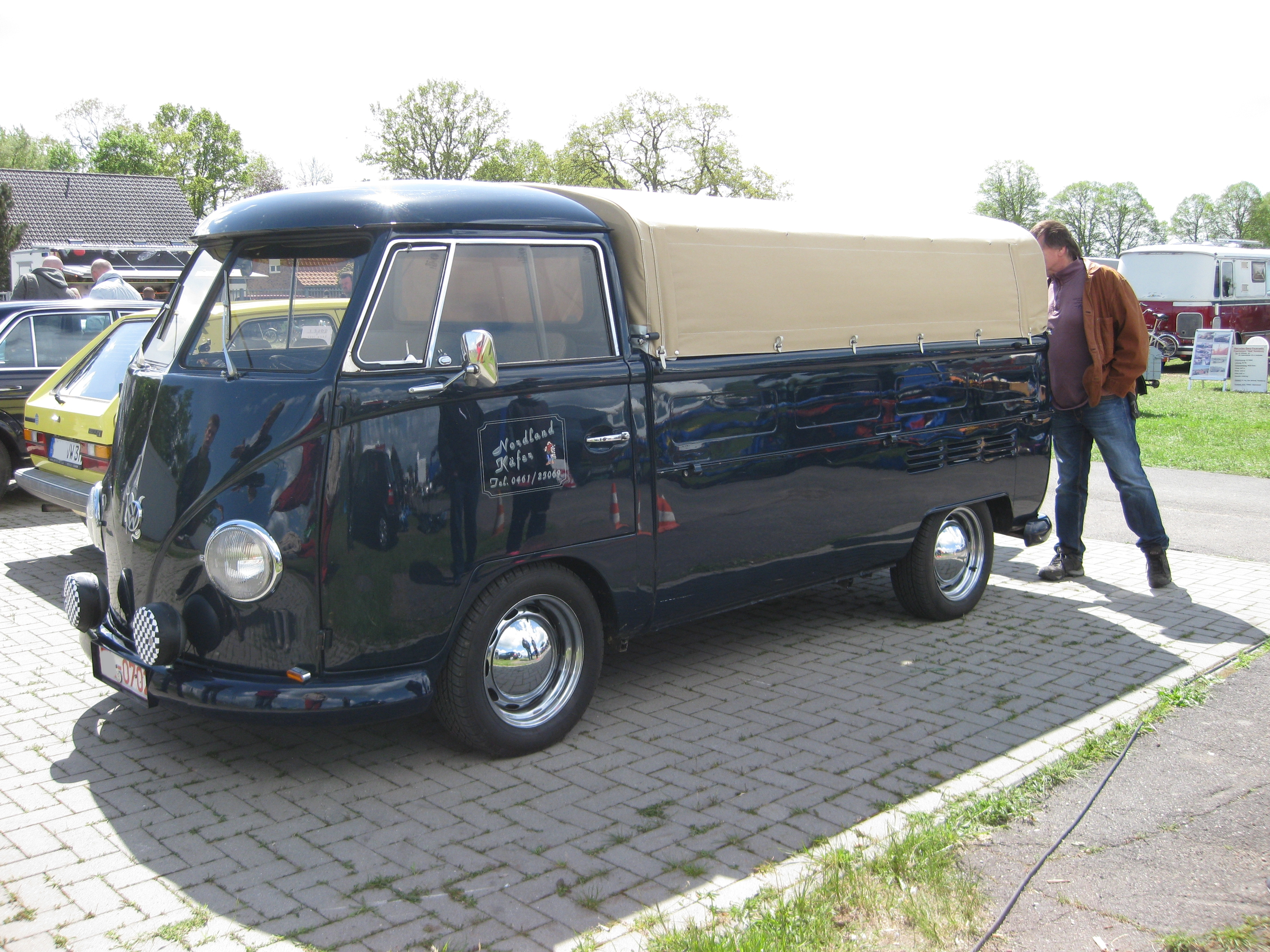
VW T1 Pritschenwagen

Den T1 gab es als Kastenwagen, Kombi und Kleinbus. Es waren auch Transporter mit Hochdach, einer großen, nach oben aufstellbaren Seitenklappe als mobiler Verkaufsstand sowie Kranken-, Polizei-, Feuerwehr- und Leichenwagen erhältlich. Das „Samba“ genannte Sondermodell, der Campingbus von Westfalia, der Pritschenwagen und eine Ausführung mit verstärkten Stoßfängern und aufstellbaren Frontscheiben für Jäger waren weitere Bauformen. VW fertigte für andere Märkte und auf Bestellung Varianten mit anderen Kombinationen der vorgestellten Karosseriemerkmale. Für verschiedene Exportländer gab es den T1 als Rechtslenker.

### Kastenwagen, Kombi und Kleinbus

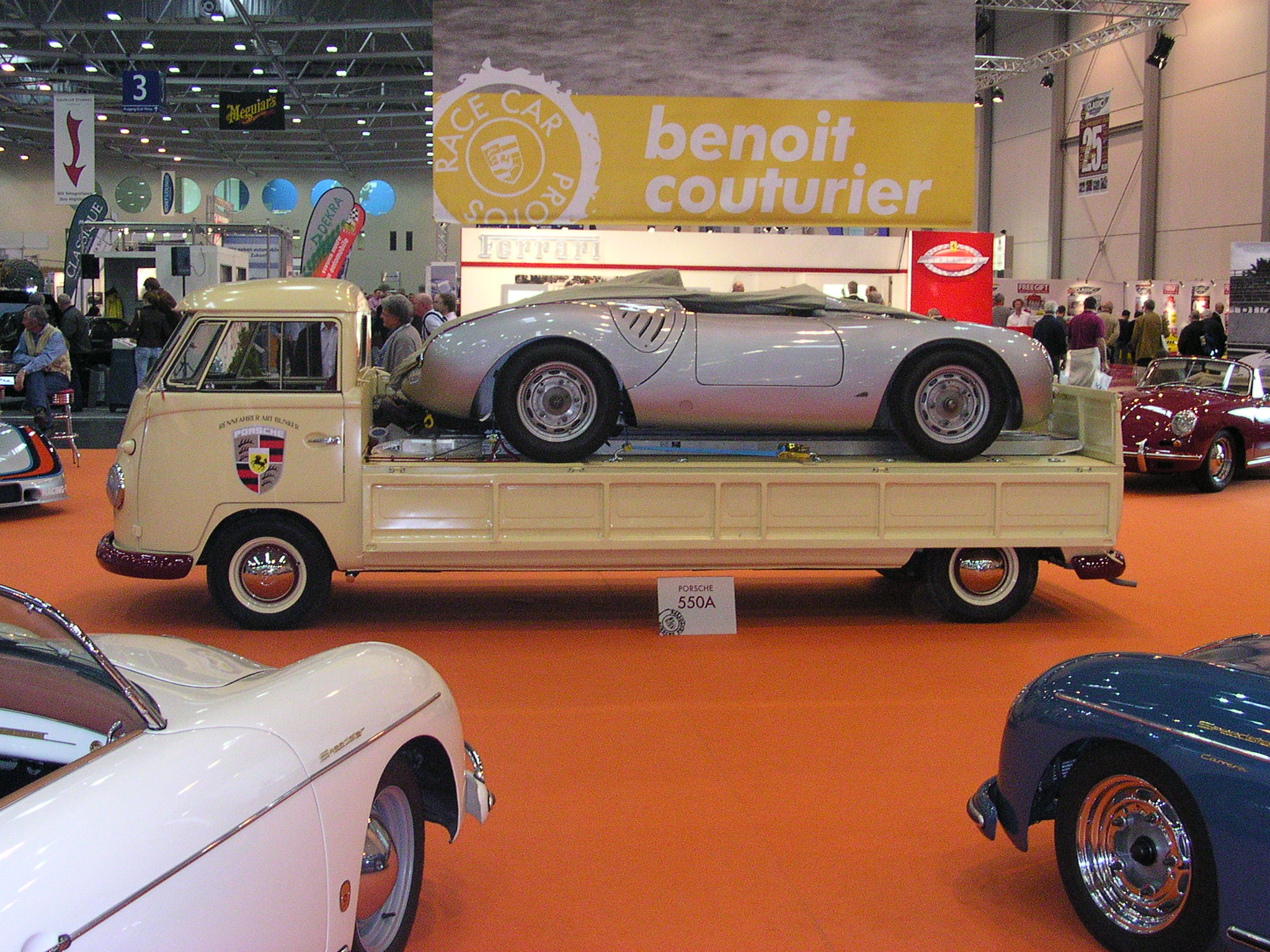
Ein T1 mit einer verlängerten Pritsche, auf der ein Porsche-Rennwagen vom Typ 550 geladen ist

Der geschlossene Kastenwagen war mit einem flachen und einem Hochdach lieferbar. Beim Kombi waren hinter dem Fahrerhaus drei Fenster an den Seiten. Zur Personenbeförderung hatte der Kleinbus sieben bis neun Plätze, dabei ließen sich die hinteren Sitzbänke für den Lastentransport ausbauen. Der Preis für einen Kastenwagen lag 1955 bei 5925 DM und für den Kombi bei 6600 DM.

### Pritschenwagen
Ab 1951 waren zusätzlich zu den Kastenwagen Pritschenwagen im Angebot, zunächst mit einem dreisitzigen Fahrerhaus. Die Ladefläche war in der Höhe des Motorraums durchgehend. Die Seitenwände konnten ebenso wie die Heckklappe heruntergeklappt werden. Zwischen dem Motorraum und dem Fahrerhaus gab es einen geschützten Laderaum unterhalb der Ladefläche, der hinter einer seitlichen Klappe zu erreichen war. Die Pritsche konnte mit einer Plane und Spriegel abgedeckt werden. Kommerziell war der Pritschenwagen ein Erfolg und rangierte in den Verkaufszahlen nur geringfügig unter dem Kastenwagen. Der Pritschenwagen war auch mit einer vergrößerten Pritsche in Holzbauweise erhältlich. 1955 kostete der Pritschenwagen 5725 DM.

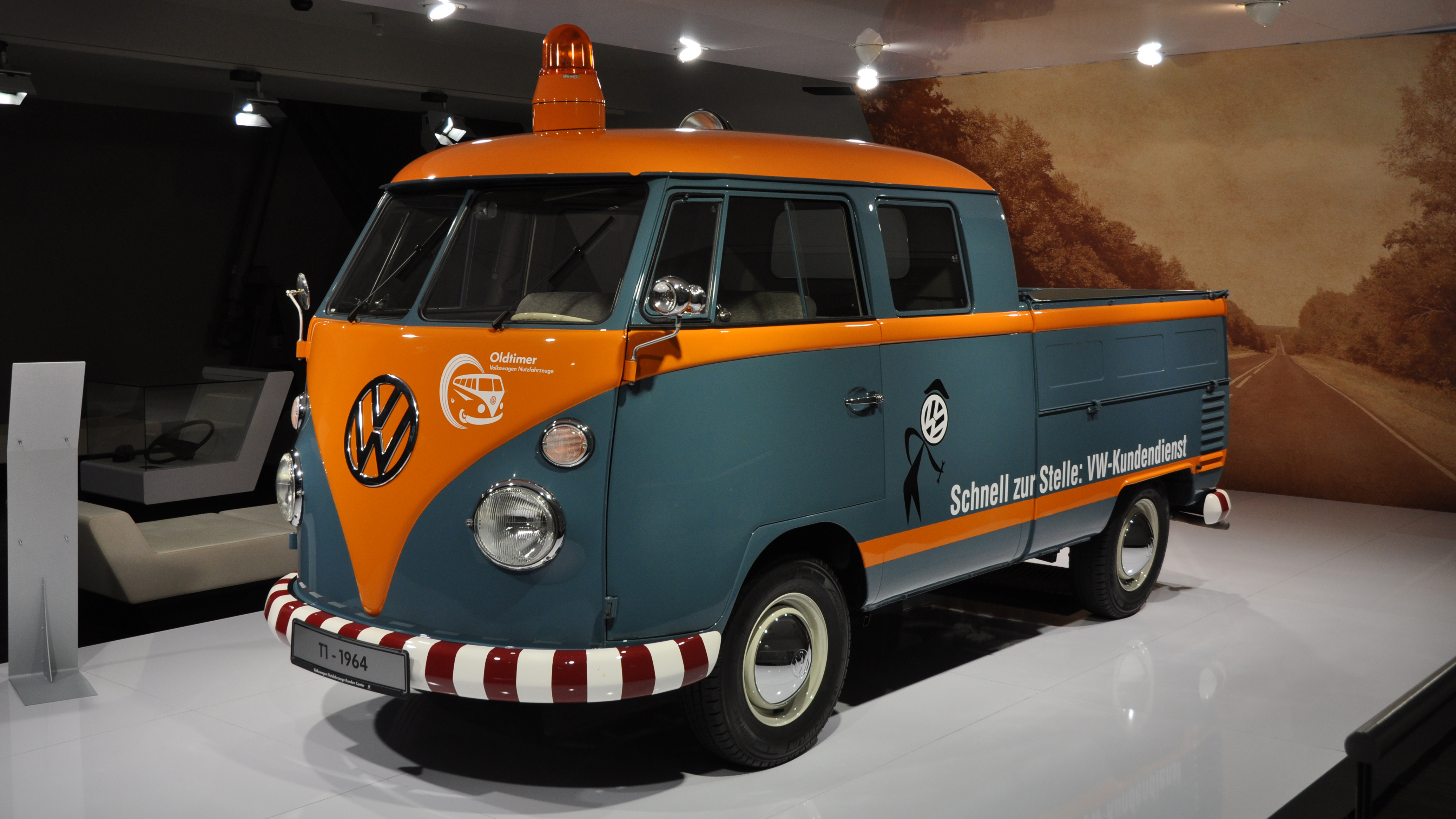
VW T1 Doppelkabine

Ab 1959 gab es die Doppelkabine mit sechs Sitzplätzen, abgekürzt „Doka“ genannt. Zugänglich war die hintere Sitzbank bei der Doppelkabine durch eine zweite Tür auf der Beifahrerseite. Unter der hinteren Sitzbank gab es einen Zugang zu einem geschützten Stauraum.

### Sondermodell („Samba“)

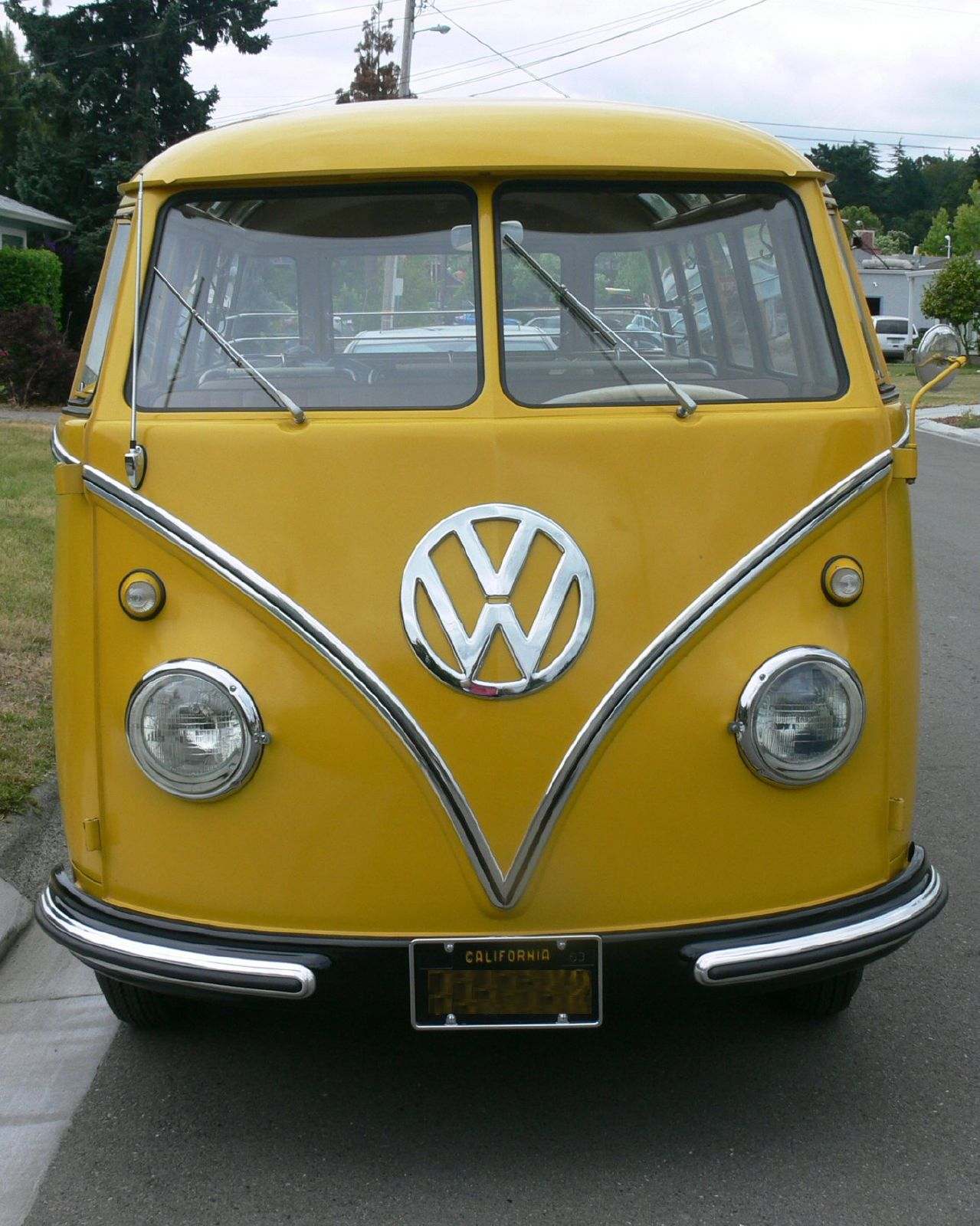
Die Front mit Chromleisten und Chrom-VW-Emblem

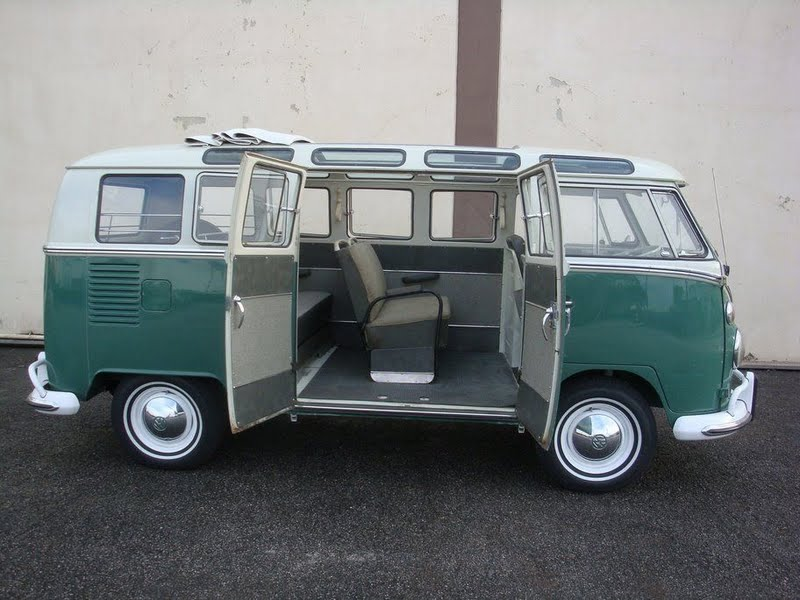
Später Samba mit 21 Fenstern und Faltdach

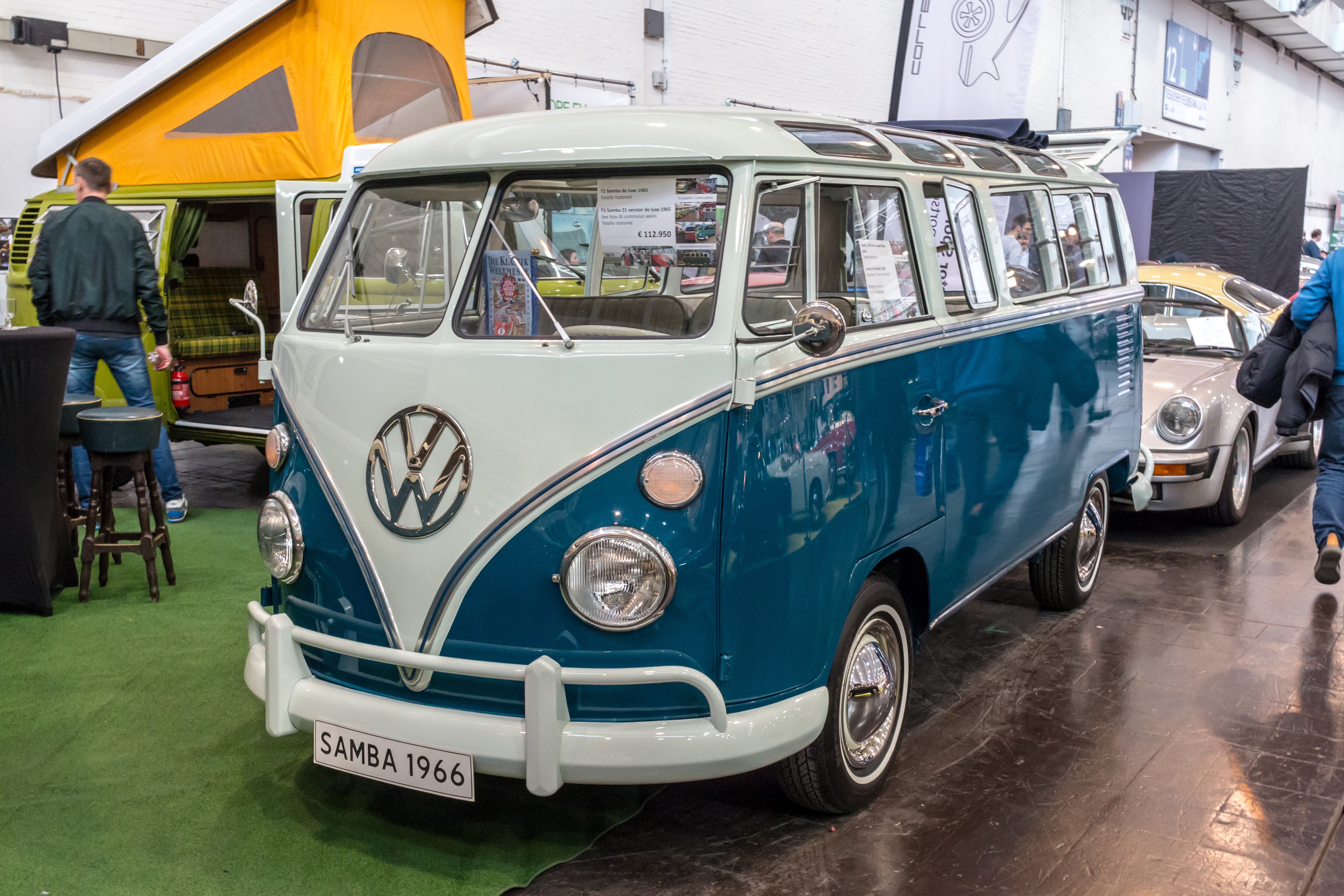
Später Samba

Das unter der Bezeichnung „Samba“, im englischen Sprachraum als „Microbus Deluxe“ bekannte Achtsitzer-Sondermodell (offizieller Name im VW-Programm) bzw. Typ 24S (später Typ 24G, ab 1954 Typ 241) wurde auf der ersten Nachkriegs-IAA im April 1951 in Frankfurt vorgestellt. Es hatte Chromradkappen und ein poliertes VW-Emblem auf der Front; bis Ende 1951 eine dreifarbige, danach eine zweifarbig oder selten einfarbige Lackierung. Die verschiedenfarbigen Bereiche wurden durch Chromleisten getrennt. Zur Ausstattung gehörten auch ein Faltschiebedach über dem Passagierbereich. Entgegen vielen anderslautenden Veröffentlichungen gehörte ein Radio nicht zur Serienausstattung des Sambas. Zwar war im sambaspezifischen Armaturenbrett im Gegensatz zu den anderen Bussen eine Öffnung für den Radio-Einbau, die aber ab Werk mit einer aufwendigen zweifarbigen Abdeckplatte mit einem VW-Zeichen (das Werk nahm hier einfach das vordere Haubenemblem des Käfers) verschlossen war. Ab dem 10. März 1953 war eine hintere Stoßstange montiert, welche die anderen T1-Varianten erst ab dem 21. Dezember 1954 erhielten.
Der acht- bis zwölfsitzige Bus hatte 23 Fenster. Eine Heckklappe zum Innenraum gab es bis zum Modellwechsel 1955 nur als Mehrausstattung gegen Aufpreis. Die beiden hinteren Eck- und die acht Dachfenster waren anfangs aus 4 mm starkem Plexiglas gefertigt. Das Heckfenster war größer als bei den anderen T1. Der Samba hatte ein Armaturenbrett in Fahrzeugbreite, das 1955 in modifizierter Form in die Serienfertigung übernommen wurde. Der Zugang zur hinteren Sitzreihe wurde durch eine wegklappbare Rückenlehne des rechten Sitzes der mittleren Reihe erleichtert. Die hinteren Eckfenster wichen ab August 1963 einer geänderten Heckklappe mit einem größeren Fenster. Bei Modellen mit vorderen Einzelsitzen war das Reserverad links über dem Motorraum angebracht.
Im Angebot war der Samba bis zum Modellwechsel 1967; einen gleichwertigen Ersatz gab es beim Nachfolgemodell T2 nicht. Im ersten Jahr wurden 269, in 1959 6241 Einheiten produziert. Im letzten Jahr produzierte VW 18.790 von diesem Sondermodell. Der Preis lag 1955 bei 8.475 DM, was einer Kaufkraft von etwa 25.900 Euro entspricht.

### Westfalia

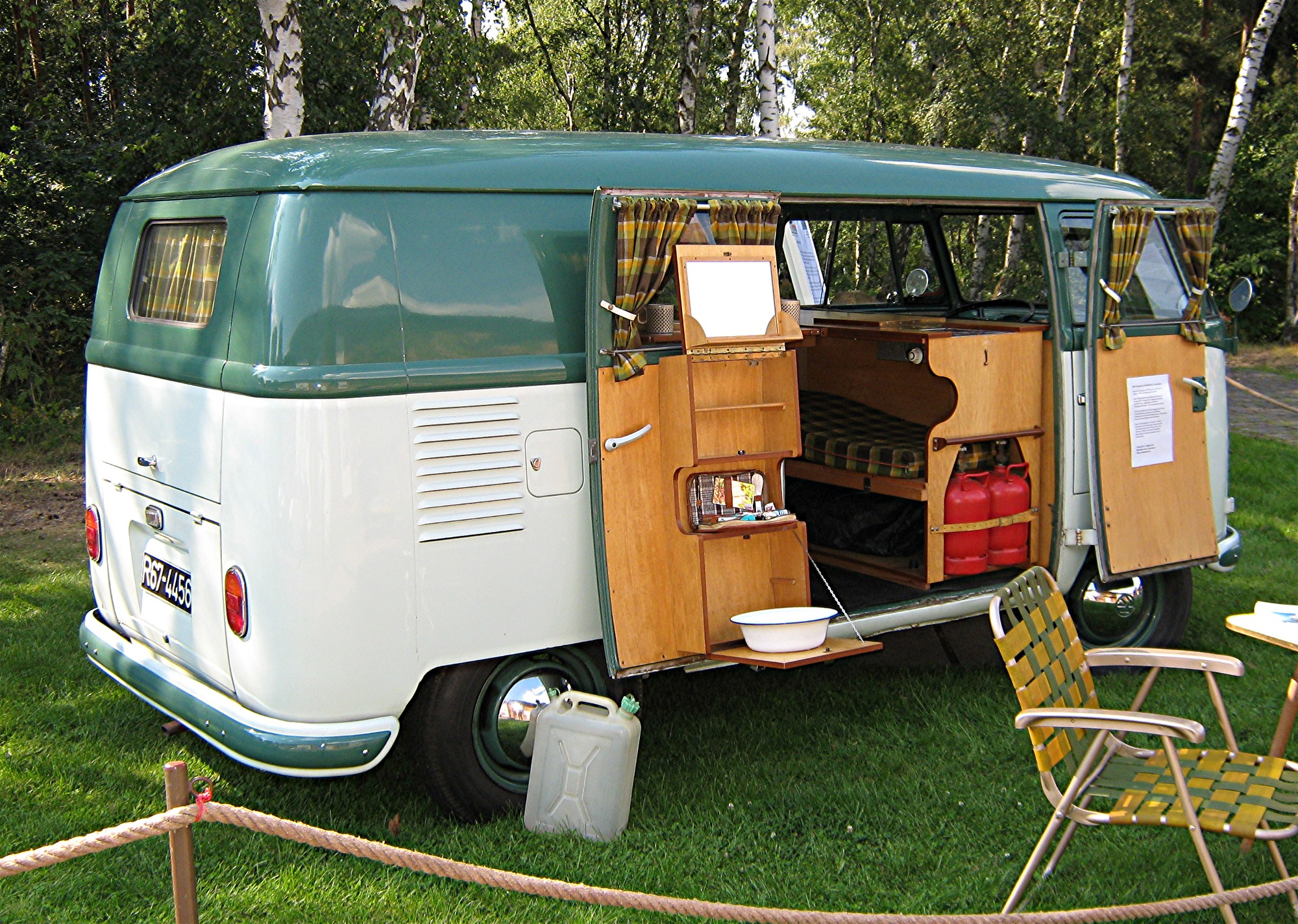
Ein T1 mit der Westfalia Campingbox und eingehängtem Türregal

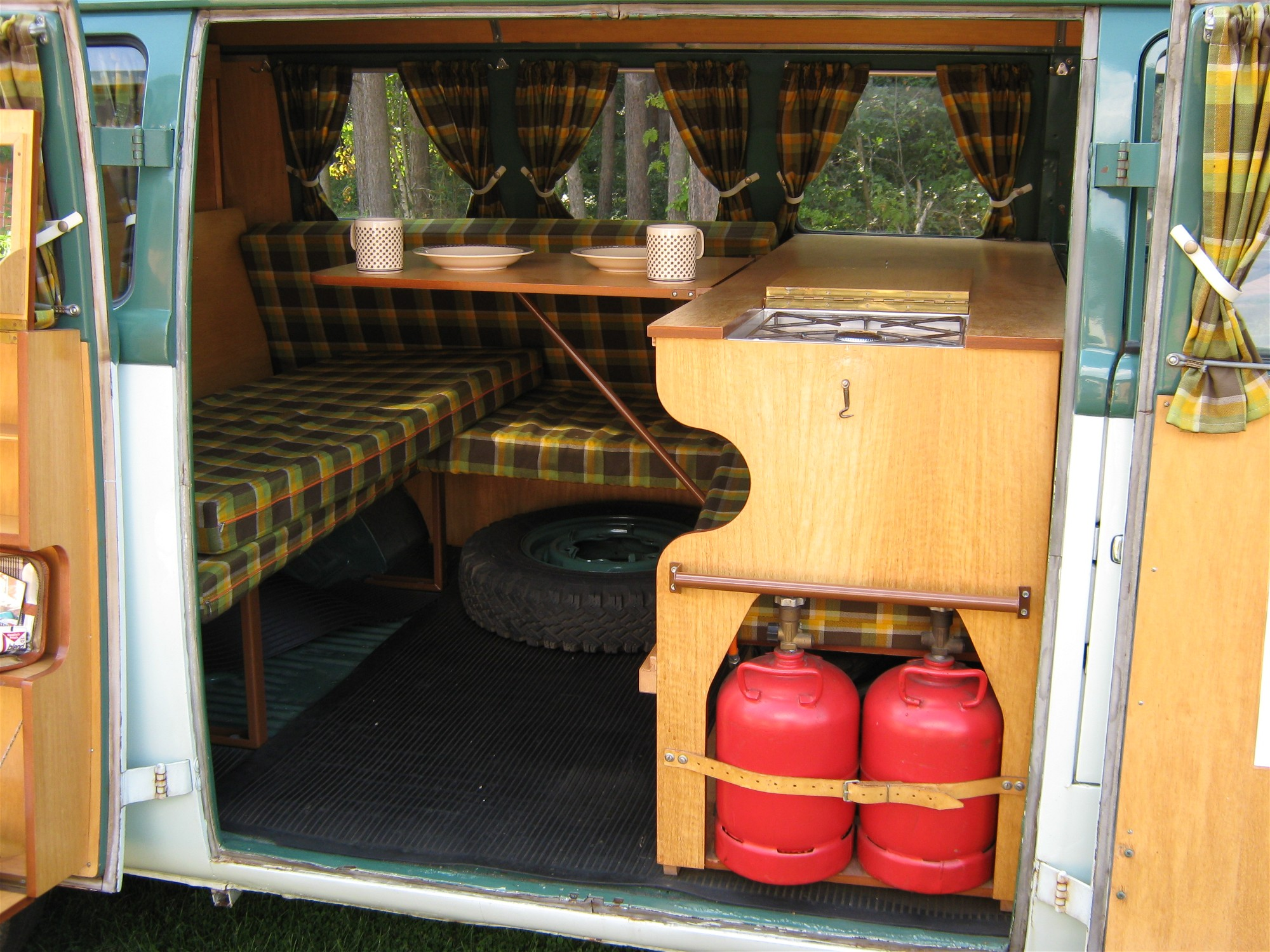
Detailansicht der Westfalia Campingbox

Der Fahrzeugbauer Westfalia bot ab 1950 eine Campingbox für den T1 an. Damit sollte der Bus für ein Wochenende unterwegs ausgestattet sein. Die Box enthielt einen Gaskocher, Platz für zwei Gasflaschen und einen Klapptisch. Für den Platz über dem Motorraum war ein zusätzlicher Schrank vorgesehen. An die Doppeltüren konnten Regale gehängt werden. Alle Teile waren herausnehmbar entwickelt, um die Kombination von Arbeitsgerät und Freizeitmobil zu bieten.
Einen permanenten Umbau zum Campingbus gab es von Westfalia in Kooperation mit VW ab 1961. Die Campingbusse hatten eine umklappbare Rückbank für zwei Schlafplätze, einen Wassertank und mehrere Schränke. Im Fahrerhaus waren längs zwei Schlafplätze für Kinder vorgesehen. Gegen Aufpreis waren eine zweiflammige Kochstelle, eine Kühlbox und eine mobile Chemietoilette erhältlich. Als Sonderausstattung wurde ein Klappdach und ein Aufstelldach angeboten, unter denen ein Erwachsener im T1 aufrecht stehen konnte.

### VW do Brasil
Die Volkswagen do Brasil Ltda. stellte den T1 erstmals 1953 aus vorgefertigten, importierten Teilen her. Dabei wurde eine Sonderform ohne Heizung gebaut, die hinter der Fahrerkabine vier Seitenfenster hatte. Von 1957 bis 1975 wurden Kombi- und Busversionen mit eigenen Teilen in Serie produziert. Ein weiteres Modell hatte zweiflüglige Klapptüren auf beiden Seiten.
Nach dem T1 wurde in Brasilien eine Mischung aus dem T1 und dem Nachfolgemodell T2 produziert. Das bis 1997 gefertigte Modell bestand aus dem verlängerten Frontteil des T2 mit einteiliger gebogener Windschutzscheibe und dem Heck des T1. Weiterhin hatte dieses Modell Trommelbremsen vorne und hinten, ab Modelljahr 1983 Scheibenbremsen vorne und eine Bundbolzenvorderachse. Einen wassergekühlten Dieselmotor gab es von 1982 bis 1984.

### Eisenbahn-Draisine Klv 20 der DB

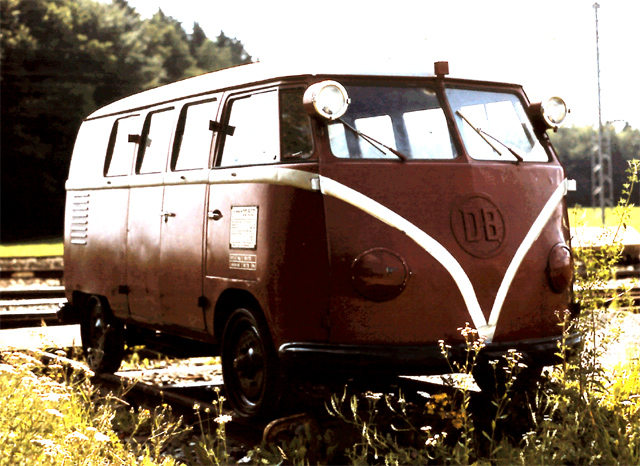
Eisenbahn-Draisine Klv 20-5031 der DB

Im Jahr 1955 wurden 30 Eisenbahn-Draisinen Klv 20 mit VW-Transporter-Karosserien von Beilhack (Klv 20-5001 bis Klv 20-5015) und WMD (Waggon- und Maschinenbau Donauwörth) (Klv 20-5016 bis Klv 20-5030) für die Deutsche Bundesbahn gebaut. Die Fahrzeuge mit sieben Sitzplätzen erhielten eine starre Vorderachse ohne Lenkung und Räder mit Spurkränzen. Durch eine mittig unter der Draisine montierte hydraulische Hebevorrichtung konnten die Fahrzeuge angehoben und gedreht bzw. ausgegleist werden. Das Gewicht (bei der Bahn „Betriebsmasse“ genannt) stieg auf 1500 kg, die zugelassene Höchstgeschwindigkeit war 70 km/h. Die Fahrzeuge blieben bis Mitte der 1970er Jahre in Betrieb.

## Marktsituation
| Jahr      | 1950  | 1951  | 1952   | 1953   | 1954   | 1955   | 1956   | 1957   | 1958   | 1959   | 1960   | 1961   | 1962   | 1963   | 1964   | 1965   |
| Fahrzeuge | 5.476 | 8.761 | 12.283 | 14.861 | 16.359 | 17.769 | 23.162 | 29.810 | 35.104 | 39.600 | 45.548 | 55.248 | 60.841 | 60.762 | 65.177 | 58.454 |

Das Angebot an Transportern mit einer Zuladung von etwa 750 kg war zu Beginn der Entwicklung eingeschränkt. Konkurrenten des T1 waren die 1949 auf den Markt gekommenen dreirädrigen Transporter Goliath GD 750 und Tempo Hanseat, basierend auf einer Vorkriegsentwicklung. Ebenfalls 1949 kam der vierrädrige Tempo Matador hinzu, der zunächst mit gebrauchten Motoren von VW-Kübelwagen und -Käfern aus Wehrmachtsbeständen motorisiert war. Im gleichen Jahr erschien der DKW-Schnellaster auf dem westdeutschen Markt, Anfang der 1950er-Jahre gefolgt von den Lieferwagen von Lloyd, beides Fahrzeuge mit Zweizylinder-Zweitaktmotoren und Frontantrieb. Auch die in Ostdeutschland produzierten Framo V901/2 und Barkas B 1000 hatten einen Zweitaktmotor, sie wurden in Westdeutschland jedoch nicht angeboten und stellten daher keine Konkurrenten für den T1 dar. Der zu Ford gewechselte ehemalige VW-Entwicklungsleiter Alfred Haesner konstruierte 1953 den Ford FK 1000 mit einer Zuladung von einer Tonne. Der T1 hatte den größten Marktanteil bei Kleintransportern bis 1250 kg und erreichte 1956 33,7 Prozent. 1960 lag der Anteil bei 41,6 Prozent. Bei den sieben- bis achtsitzigen Bussen lag der Marktanteil 1956 bei 91 Prozent.
Die Fachpresse nahm den T1 vorwiegend positiv auf. Zum Kleinbus schrieb Werner Buck im September 1957 in Das Auto: „Es gibt schnellere, stärkere und nicht weniger schöne Achtsitzer als diejenigen der Wolfsburger, aber sie sind dafür auch teurer und müssen es auch sein, weil niemand mit so hohen Herstellungszahlen rechnen kann wie Wolfsburg. Dazu kommt der legendäre Ruf des VW-Motors, die robuste Konstruktion und der Vertrauenskredit …“

## Kulturelle Bedeutung

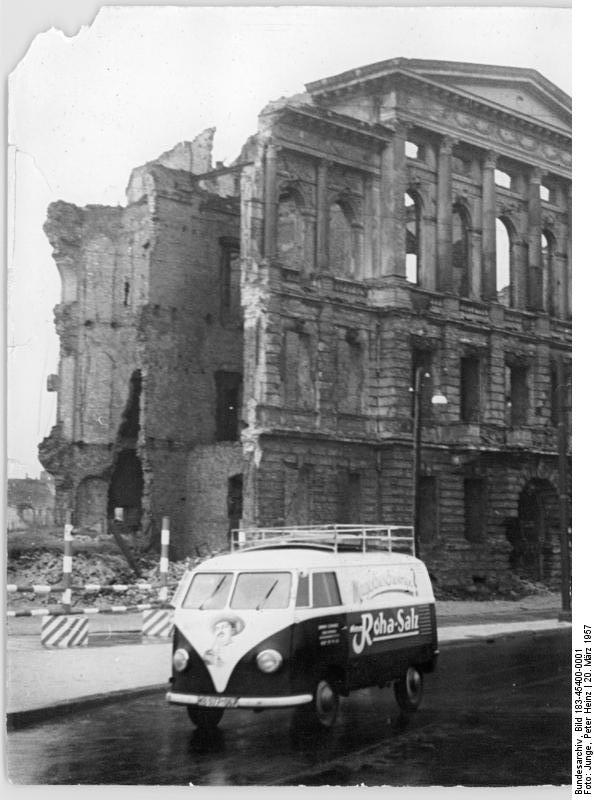
Ein T1 vor dem zerstörten Palais Blücher, der US-Botschaft in Berlin, 1957

Als der T1 1950 auf den Markt kam, war Nachkriegsdeutschland am Beginn des Wirtschaftswunders. Die Städte und Transportwege des Landes waren zum Teil noch in Trümmern und Produktionsstätten durch Kriegsschäden beeinträchtigt. Das Wirtschaftswachstum und die sinkende Arbeitslosigkeit besserten die Lage in Deutschland. Neben dem Käfer gilt auch der T1 als ein Symbol des Wirtschaftswunders.

### Reisemobil
Mit dem Wirtschaftswunder setzte Ende des Jahrzehnts der Trend zum Massentourismus, der vor dem Krieg durch die Einführung von Urlaubsanspruch und andere Entwicklungen begonnen hatte, wieder ein. Mit der Entwicklung der Campingbox von Westfalia war der T1 eines der ersten Fahrzeuge, die zum Reisen und Übernachten im Auto geeignet waren. Da die Box nicht fest montiert war, konnte der Wagen im Alltag weiter als Nutzfahrzeug eingesetzt werden. Mit dem 1960 folgenden Campingbus entstand die neue Fahrzeugklasse der Reisemobile.

### Hippie-Bus

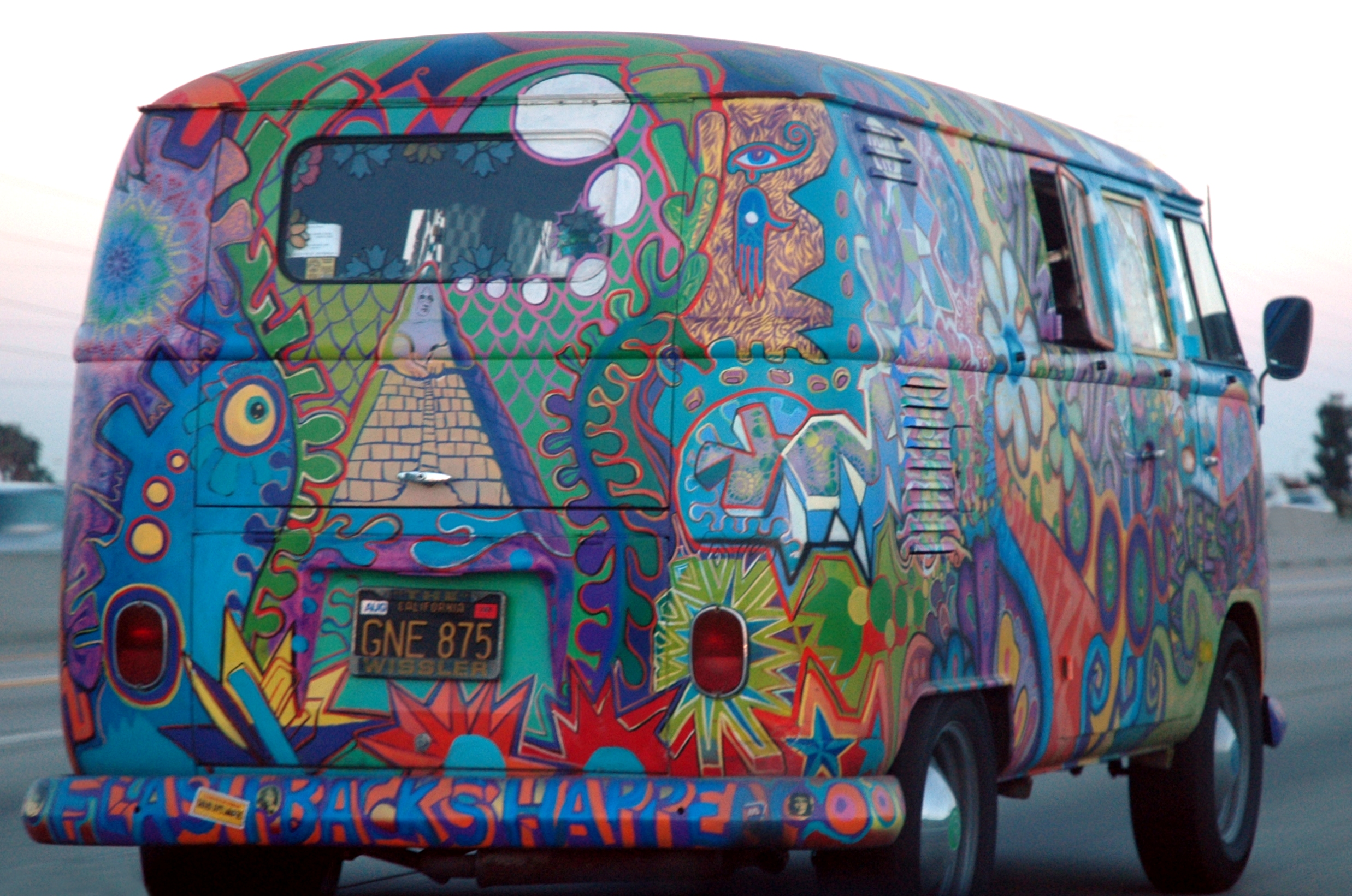
Ein bunt bemalter T1 in Kalifornien: „flashbacks happen“

In den 1960ern und 1970ern begannen die Hippie trails von Europa in Richtung Osten und Süden.  Bunt bemalte und bewohnbar gemachte T1 und T2 waren als Reisefahrzeuge verbreitet, auch in der Hippie-Bewegung der Vereinigten Staaten, dort gingen die Reisen an die Westküste. Noch mehr als der Käfer wurden die Transporter zum Symbol der Bewegung. In Kunst und Kultur sind Darstellungen von Hippies mit dem T1 gängig bis hin zu stereotypisch, so z. B. im Computerspiel Grand Theft Auto: San Andreas oder dem Film über Uschi Obermaiers Leben Das wilde Leben von 2007. The Who besangen den Typ 2 in Going mobile (1971, Who’s Next). Dazu kommentierte Pete Townshend: „Der VW Bus, über den ich in diesem Song schrieb, war das rollende Hippie-Heim“. In dem 2006 gedrehten Animationsfilm Cars spielt ein 1960er VW-Bus den freundlichen Hippie Fillmore.
VW war über die Verbreitung des VW-Busses bei den Hippies nicht erfreut. Das Management befürchtete einen Imageverlust und einen negativen Einfluss auf die Verkaufszahlen der beiden wichtigsten Produkte des Unternehmens.

### Wertschätzung heute
Als Oldtimer wird der VW T1 heute sehr geschätzt und vergleichsweise teuer gehandelt. Neben dem Äußeren trägt dazu die positive Symbolik des Wirtschaftswunders wie auch der Hippiebewegung bei, die dem T1 bis heute anhaftet, sodass er für wirtschaftlichen Erfolg und gleichzeitig kulturelle Offenheit und Vielfalt steht. Besonders begehrt ist der Bus in Sonderausführung. Im Topzustand erreichen diese Samba-Modelle inzwischen sechsstellige Verkaufspreise.

## Technische Daten
VW Transporter T1 (1950–1967)
|                                  | 1100 (1950–54)                                                                                                 | 1200 (1954–60)                                                                                                 | 1200 (1960–64)                                                                                                 | 1500 (1963–65)                                                                                                 | 1500 (1965–67)                                                                                                 |
| -------------------------------- | --- | --- | --- | --- | --- |
| Motor                            | Vierzylinder-Boxermotor (Viertakt)                                                                             | Vierzylinder-Boxermotor (Viertakt)                                                                             | Vierzylinder-Boxermotor (Viertakt)                                                                             | Vierzylinder-Boxermotor (Viertakt)                                                                             | Vierzylinder-Boxermotor (Viertakt)                                                                             |
| Hubraum                          | 1131 cm³ | 1192 cm³ | 1192 cm³ | 1493 cm³ | 1493 cm³ |
| Bohrung × Hub                    | 75 × 64 mm | 77 × 64 mm | 77 × 64 mm | 83 × 69 mm | 83 × 69 mm |
| Höchstleistung (PS) bei 1/min    | 18,4 kW (25 PS) 3300                                                                                           | 22 kW (30 PS) 3400                                                                                             | 25 kW (34 PS) 3600                                                                                             | 30,9 kW (42 PS) 3800                                                                                           | 32,3 kW (44 PS) 4000                                                                                           |
| Max. Drehmoment (mkp) bei 1/min  | 67 Nm (6,8) 2000                                                                                               | 75,5 Nm (7,7) 2000                                                                                             | 82,4 Nm (8,4) 2000                                                                                             | 95,1 Nm (9,7) 2200                                                                                             | 102 Nm (10,4) 2000                                                                                             |
| Gemischbildung                   | Ein Fallstromvergaser                                                                                          | Ein Fallstromvergaser                                                                                          | Ein Fallstromvergaser                                                                                          | Ein Fallstromvergaser                                                                                          | Ein Fallstromvergaser                                                                                          |
| Gemischbildung                   | Solex 28 PCI                                                                                                   | Solex 28 PCI                                                                                                   | Solex 28 PICT                                                                                                  | Solex 28 PICT                                                                                                  | Solex 30 PICT-2                                                                                                |
| Ventilsteuerung                  | OHV: Stoßstangen und Kipphebel, zentrale Nockenwelle mit Antrieb durch Stirnradgetriebe                        | OHV: Stoßstangen und Kipphebel, zentrale Nockenwelle mit Antrieb durch Stirnradgetriebe                        | OHV: Stoßstangen und Kipphebel, zentrale Nockenwelle mit Antrieb durch Stirnradgetriebe                        | OHV: Stoßstangen und Kipphebel, zentrale Nockenwelle mit Antrieb durch Stirnradgetriebe                        | OHV: Stoßstangen und Kipphebel, zentrale Nockenwelle mit Antrieb durch Stirnradgetriebe                        |
| Kühlung                          | Luftkühlung mit Gebläse                                                                                        | Luftkühlung mit Gebläse                                                                                        | Luftkühlung mit Gebläse                                                                                        | Luftkühlung mit Gebläse                                                                                        | Luftkühlung mit Gebläse                                                                                        |
| Getriebe                         | 4-Gang-Getriebe, Mittelschaltung                                                                               | 4-Gang-Getriebe, Mittelschaltung                                                                               | 4-Gang-Getriebe, Mittelschaltung                                                                               | 4-Gang-Getriebe, Mittelschaltung                                                                               | 4-Gang-Getriebe, Mittelschaltung                                                                               |
| Radaufhängung vorn               | Kurbellenkerachse mit Bundbolzen, 2 querliegende Federstäbe (Pakete)                                           | Kurbellenkerachse mit Bundbolzen, 2 querliegende Federstäbe (Pakete)                                           | Kurbellenkerachse mit Bundbolzen, 2 querliegende Federstäbe (Pakete)                                           | Kurbellenkerachse mit Bundbolzen, 2 querliegende Federstäbe (Pakete)                                           | Kurbellenkerachse mit Bundbolzen, 2 querliegende Federstäbe (Pakete)                                           |
| Radaufhängung hinten             | Pendelachse mit Längslenkern, querliegende Federstäbe                                                          | Pendelachse mit Längslenkern, querliegende Federstäbe                                                          | Pendelachse mit Längslenkern, querliegende Federstäbe                                                          | Pendelachse mit Längslenkern, querliegende Federstäbe                                                          | Pendelachse mit Längslenkern, querliegende Federstäbe                                                          |
| Bremsen                          | Hydraulisch betätigte Trommelbremsen rundum (vorn und hinten Ø 230 mm)                                         | Hydraulisch betätigte Trommelbremsen rundum (vorn und hinten Ø 230 mm)                                         | Hydraulisch betätigte Trommelbremsen rundum (vorn und hinten Ø 230 mm)                                         | Hydraulisch betätigte Trommelbremsen rundum (vorn und hinten Ø 230 mm)                                         | Hydraulisch betätigte Trommelbremsen rundum (vorn und hinten Ø 230 mm)                                         |
| Karosserie                       | Selbsttragende Ganzstahl-Karosserie mit Längs- und Querträgern                                                 | Selbsttragende Ganzstahl-Karosserie mit Längs- und Querträgern                                                 | Selbsttragende Ganzstahl-Karosserie mit Längs- und Querträgern                                                 | Selbsttragende Ganzstahl-Karosserie mit Längs- und Querträgern                                                 | Selbsttragende Ganzstahl-Karosserie mit Längs- und Querträgern                                                 |
| Tankinhalt                       | 40 Liter | 40 Liter | 40 Liter | 40 Liter | 40 Liter |
| Spurweite vorn/hinten            | 1370 (1375)/1360 mm                                                                                            | 1370 (1375)/1360 mm                                                                                            | 1370 (1375)/1360 mm                                                                                            | 1370 (1375)/1360 mm                                                                                            | 1370 (1375)/1360 mm                                                                                            |
| Wendekreis                       | 12 m | 12 m | 12 m | 12 m | 12 m |
| Radstand                         | 2400 mm | 2400 mm | 2400 mm | 2400 mm | 2400 mm |
| Außenmaße (1961)                 | Länge: 4280/4290 mm, Breite: 1750/1800 mm (Sondermodell), Höhe: 1920 mm (Pritschenwagen)/1940 mm (Kastenwagen) | Länge: 4280/4290 mm, Breite: 1750/1800 mm (Sondermodell), Höhe: 1920 mm (Pritschenwagen)/1940 mm (Kastenwagen) | Länge: 4280/4290 mm, Breite: 1750/1800 mm (Sondermodell), Höhe: 1920 mm (Pritschenwagen)/1940 mm (Kastenwagen) | Länge: 4280/4290 mm, Breite: 1750/1800 mm (Sondermodell), Höhe: 1920 mm (Pritschenwagen)/1940 mm (Kastenwagen) | Länge: 4280/4290 mm, Breite: 1750/1800 mm (Sondermodell), Höhe: 1920 mm (Pritschenwagen)/1940 mm (Kastenwagen) |
| Leergewicht                      | 890 kg | 1140 kg | 1140 kg | 1140 kg | 1140 kg |
| Nutzlast                         | 860 kg | 930 kg | 930 kg | 930 kg | 930 kg |
| Höchstgeschwindigkeit            | 85 km/h | 90 km/h | 95 km/h | 105 km/h | 110 km/h |
| Verbrauch in Liter/100 Kilometer | 9,0 | 9,5 | 9,5 | 9,2 | 9,7 |
| Kraftstoffart                    | Normalbenzin                                                                                                   | Normalbenzin                                                                                                   | Normalbenzin                                                                                                   | Normalbenzin                                                                                                   | Normalbenzin                                                                                                   |